# Ochthebius czwalinae
Ochthebius czwalinae är en skalbaggsart som beskrevs av August Ferdinand Kuwert 1887. I den svenska databasen Dyntaxa används istället namnet Ochthebius czwalinai. Ochthebius czwalinae ingår i släktet Ochthebius och familjen vattenbrynsbaggar. Arten har ej påträffats i Sverige. Inga underarter finns listade i Catalogue of Life.